# Nati nel 1264
| Questa pagina contiene informazioni ricavate automaticamente dalle voci biografiche con l'ausilio del template Bio e di un bot. L'aggiornamento è periodico e automatico e ricostruisce completamente la pagina. Se manca una persona in questa lista, sei pregato di non aggiungerla, ma accertati piuttosto che la sua voce biografica contenga il template Bio e che i dati anagrafici siano correttamente compilati. Se il template Bio manca, inseriscilo tu stesso o, in alternativa, metti l'avviso {{tmp\|Bio}} che ne segnala la mancanza. Se i dati riportati sono sbagliati, correggi direttamente la voce biografica; le modifiche saranno visibili in questa lista entro pochi giorni. Per chiarimenti vedi il progetto biografie. La lista contiene solo le 14 persone che sono citate nell'enciclopedia e per le quali è stato implementato correttamente il template Bio. Pagina aggiornata al 10 ago 2025. |

- 21 gennaio - Alessandro di Scozia, nobile scozzese († 1284)
- 17 giugno - Eleonora d'Inghilterra, sovrana inglese († 1297)
- Papa Clemente V, papa e arcivescovo cattolico francese († 1314)
- Darmabala, principe mongolo († 1292)
- Francesco da Barberino, notaio e poeta italiano († 1348)
- Giovanni I del Viennois, nobile francese († 1282)
- Làscara Lascaris di Ventimiglia, nobile italiana († 1314)
- Maria di Molina, regina († 1321)
- Niceforo Callisto Xanthopoulos, letterato, storico e monaco cristiano bizantino († 1328)
- Okazaki Masamune, artigiano giapponese († 1343)
- Ottone VI di Brandeburgo, nobile tedesco († 1303)
- Adinolfo da Mineo, nobile italiano († 1287)
- Raimondo II di Baux, conte francese († 1321)
- Heinrich von Plötzke, cavaliere tedesco († 1320)